# Vlag van Oest-Orda Boerjatië
De vlag van Oest-Orda Boerjatië werd op 9 september 1997 aangenomen. De vlag heeft een blauw veld. Langs de onderkant van de vlag bevindt zich een witte streep 1/8 van de breedte van de vlag, met een traditioneel rood patroon uit de kunsten en ambachten van de regio. In het midden van de vlag staat een embleem van het wapen: een gouden schijf met een wit drietalig ontwerp met gebogen balken. Vier kleine gouden cirkels omringen de schijf bovenaan, onderaan, links en rechts. Dit zonnesymbool vertegenwoordigt de perfectie van de wereld, de vorm van het universum, het land en de voorouderlijke stam. Het blauw op het veld staat voor het eeuwige donkerblauw van de lucht. Wit symboliseert de hemel en de leegte waaruit het universum is ontstaan, de witheid van melk, de drang naar ontwikkeling en de heilige kleur die wordt gebruikt in zuiverings- en genezingsrituelen. Rood symboliseert bloed, vuur, warmte, de zon, moed, dapperheid en onverschrokkenheid. Goud staat voor de rijkdom van het gebied. Het is ook de kleur van de zon, geluk en welzijn.
Op 17 juli 1997 werd een eerder ontwerp aangenomen dat bestond uit een groen veld. Het veld werd op 18 september van datzelfde jaar veranderd in blauw. Oest-Orda Boerjatië is op 1 januari 2008 opgegaan in de oblast Irkoetsk. Daarmee kwam de vlag te vervallen.